# Antônio Maria da Silva Torres
Antônio Maria da Silva Torres (Caldas da Rainha, Portugal, 1788 – Brasil, ?) foi um herói da Independência da Bahia e primeiro comandante-geral da Polícia Militar de Pernambuco.
Filho do Dr. João Antonio da Silva Torres e de Ana Joaquina Rosa, era bisneto materno de Baltazar Dias Coutinho e de sua mulher Maria Teresa. Assim, era primo de José Caetano da Silva Coutinho, Bispo Capelão-Mor do Rio de Janeiro.
No posto de Sargento-mor de Cavalaria, foi, por Alvará de 14 de Abril de 1821, nomeado Fidalgo Cavaleiro da Casa Real por Dom João VI.
Nomeado Major, foi um dos heróis nas lutas de Independência da Bahia, sob o comando de Pedro Labatut e ao lado de pessoas como Maria Quitéria e o Visconde de Pirajá, com o apoio da aristocracia da então Província da Bahia, como a Casa da Torre.
Com o fim das batalhas em 1823, retornou ao Nordeste em 1824, onde lutou para reprimir a Confederação do Equador, em Pernambuco.
Casou-se no Rio de Janeiro, a 1 de agosto de 1824, na casa do Conde da Palma, com Francisca de Paula Julieta, viúva do Desembargador João Martins Penna e mãe do escritor Martins Penna.
Com a morte de sua esposa em 1825 no parto de sua filha, deixou o enteado Martins Penna com um tutor e assumiu o posto de 1º Comandante-Geral do Corpo de Polícia (Polícia Militar) do Recife - era a criação da Polícia Militar naquela cidade.
Permaneceu no Exército até o ano de 1837.